# اساکو تاکاکورا
اساکو تاکاکورا (ژاپنی: 高倉 麻子؛ زادهٔ ۱۹ آوریل ۱۹۶۸) بازیکن فوتبال اهل ژاپن و عضو تیم ملی فوتبال زنان ژاپن است که در تاریخ ۱۷ اکتبر ۱۹۸۴ میلادی اولین بازی ملی‌اش را انجام داد. او در ۷۹ بازی ملی حضور داشت و آخرین بازی ملی خود را در تاریخ ۲۱ نوامبر ۱۹۹۹ میلادی انجام داد. اساکو تاکاکورا در بازی‌های ملی‌اش
۲۹ گل به ثمر رساند.